# General Electric J85

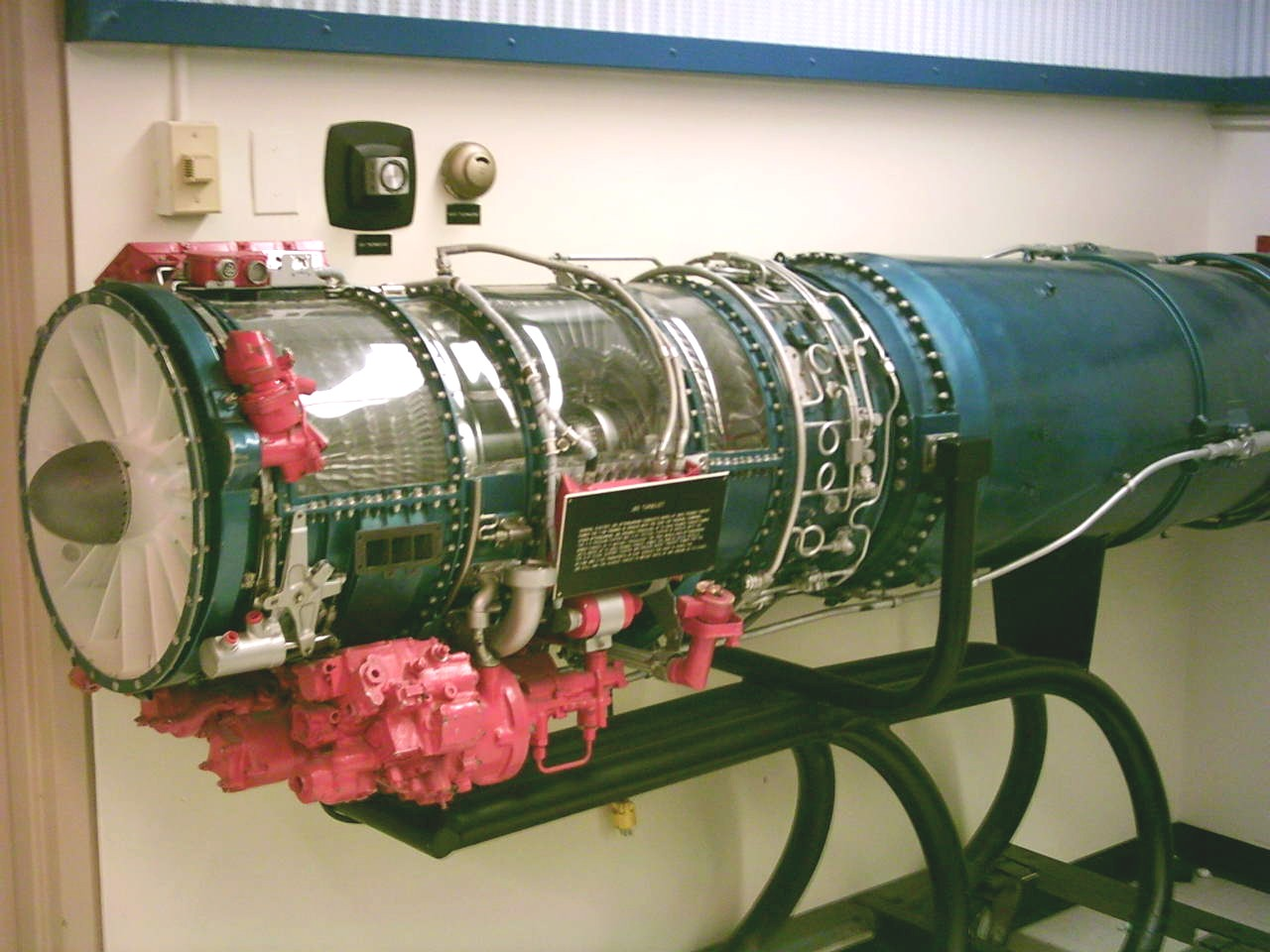
General Electric J85-5

Das General Electric J85 ist ein Turbojet-Strahltriebwerk des US-amerikanischen Herstellers General Electric.
Es handelt sich dabei um ein Triebwerk mit einem achtstufigen Axialverdichter, der ein Verdichtungsverhältnis von etwa 6,7–8:1 erzeugt, und einer zweistufigen Axialturbine. Ohne Nachbrenner werden etwa 13,1 kN Schub erzeugt, mit Nachbrenner 17,1 kN.
Das Triebwerk wurde für den Flugkörper McDonnell ADM-20 als Verlusttriebwerk entwickelt und ab 1960 in Serie gefertigt. Abweichend vom ursprünglichen Einsatzzweck wurde es z. B. auch unter anderem bei dem Jagdflugzeug Northrop F-5 und dem Schulflugzeug Saab 105 Ö verwendet. Insgesamt wurden bis heute mehr als 15.500 Triebwerke produziert, davon etwa 2000 der zivilen Ableitung mit der  Bezeichnung CJ610. Gut 6000 davon sind noch im Einsatz (4/2006). Die Ersatzteilversorgung soll bis zum Jahr 2040 sichergestellt werden.

## Technische Daten
|                          | J85-GE-5J | J85-17A/B | J85-21 |
| ------------------------ | --------- | --------- | ------ |
| Kompressorstufen         | 8         | 8         | 9      |
| Turbinenstufen           | 2         | 2         | 2      |
| Durchmesser (mm)         | 533       | 450       | 663    |
| Länge (mm)               | 2657      | 1029      | 2972   |
| Gewicht (kg)             | 265       | 181       | 310    |
| Schub (kN)               | 17,1      | 12,7      | 22,2   |
| Verdichtungsverhältnisse | 6,7       | 6,9       | 8,3    |

## General Electric CJ610
Die zivile Ableitung des J85 wurde im Mai 1960 angekündigt. Es entspricht in seiner grundsätzlichen Auslegung dem J85, verfügt aber nicht über einen Nachbrenner. Hauptsächlich kamen sie in Modellen der Learjet-Reihe zum Einsatz, aber auch in der HFB 320 oder in der I.A.I. 1121.
Es wurden folgende Varianten produziert:
- CJ610-1/-4: Erste in Serienversion. Die beiden Varianten unterschieden sich nur in der Position des Hilfsgetriebes.
- CJ610-5/-6: Wie vor, jedoch mit mehr Schub.
- CJ610-8/-9: Mehr Leistung, ab 1969 verfügbar. Verwendung in der I.A.I. 1123.
- CJ610-8A: Gleicher Schub wie -5, jedoch mit verbesserter Höhenleistung und längerer Lebensdauer.

### Technische Daten CJ610
| Typ      | Länge in mm | Durchmesser in mm | Gewicht in kg | Startschub in kN | Dauerschub in kN |
| -------- | ----------- | ----------------- | ------------- | ---------------- | ---------------- |
| CJ610-1  | 1298        | 449               | 181           | 12,7             | 12,0             |
| CJ610-4  | 1153        | 449               | 176           | 12,7             | 12,0             |
| CJ610-5  | 1298        | 449               | 183           | 13,1             | 12,4             |
| CJ610-6  | 1153        | 449               | 180           | 13,2             | 12,4             |
| CJ610-8  | 1153        | 449               | 185           | 13,8             | 13,0             |
| CJ610-8A | 1153        | 449               | 185           | 13,8             | 12,7             |
| CJ610-9  | 1298        | 449               | 191           | 13,1             | 13,0             |

## General Electric CF700
Beim CF700 handelt es sich ebenfalls um eine Ableitung des J85, das sowohl im zivilen als auch im militärischen Bereich Verwendung findet. Ausgehend vom Basistriebwerk, das weitestgehend erhalten blieb, kam eine Fan-Stufe hinzu, die die Niederdruckturbine radial erweitert. Es handelt sich also um ein Aft-Fan-Triebwerk. Verwendung fand es serienmäßig in Versionen des Sabreliner und der Dassault Falcon 20. Insgesamt wurden über 1100 Triebwerke dieser Ausführung hergestellt. Da es auch senkrecht betrieben werden kann, wurde es als Antrieb für das Lunar Landing Training Vehicle ausgewählt. Die Zulassung für das Triebwerk wurde von der Federal Aviation Administration am 1. Juli 1964 erteilt. Die verbesserte Version CF700-2D wurde Anfang 1968 zugelassen. 1974 konnte die MTBO auf 3000 h erhöht werden. Das Bypassverhältniss liegt bei 1,9:1, der Luftdurchsatz bei 39,9 kg/s.

### Technische Daten CF700
| Typ       | Länge in mm | Durchmesser in mm | Gewicht in kg | Startschub in kN | Dauerschub in kN |
| --------- | ----------- | ----------------- | ------------- | ---------------- | ---------------- |
| CF700-2C  | 1912        | 1361              | 330           | 18,35            | 17,8             |
| CF700-2D  | 1912        | 1361              | 334           | 18,90            | 18,3             |
| CF700-2D2 | 1912        | 1361              | 334           | 20,02            | 18,3             |